# Kasper Enghardt
Kasper Enghardt (født 27. maj 1992) er en dansk fodboldspiller, der spiller som central forsvar for den danske fodboldklub FC Helsingør.

## Karriere

### FC Helsingør
Enghardt skiftede til FC Helsingør i 2011, hvor han fik debut den 10. august 2011. I sommeren 2013 blev han anfører for klubben, i en alder af blot 21 år.

### Randers FC
Den 1. juni 2016 blev det offentliggjort, at Randers FC havde hentet FC Helsingørs anfører Kasper Enghardt. Han fik sin debut for både Randers FC og i Danmarks bedste række den 12. august 2016, da han blev skiftet ind i det 90. minut i stedet for Kasper Fisker i 0-1-sejren ude over Viborg FF.

### Lyngby Boldklub
Den 4. juni 2019 blev det offentliggjort, at Lyngby henter Kasper Enghardt på en 1-årig kontrakt.